# The Penguin Guide to Jazz
The Penguin Guide to Jazz est un livre de référence contenant un répertoire encyclopédique d'enregistrements de jazz sur CD qui sont actuellement disponibles en Europe ou aux États-Unis. Il est publié depuis 1992 par l'éditeur Penguin Books et compilé par deux célèbres chroniqueurs de jazz Richard Cook (en) et Brian Morton. 

## Histoire
La première édition est publiée au Royaume-Uni par Penguin Books en 1992. Depuis cette date une nouvelle édition est publiée tous les deux ans avec des articles mis à jour. La huitième et la neuvième édition sont publiées respectivement en 2006 et en 2008, chacune comprenant une liste de 2 000 nouveaux CD.
Le titre a pris différentes noms, la technologie audio ayant évolué. Ainsi la première édition se nommait The Penguin Guide to Jazz on CD, LP and Cassette, la septième édition a pris le nom The Penguin Guide of Jazz on CD puis les éditions suivantes ont été intitulées The Penguin Guide to Jazz Recordings.

## Contenu
Les artistes sont classés par ordre alphabétique et chaque article commence par une courte biographie (généralement un paragraphe) avant la présentation d'une liste complète des enregistrements disponibles du musicien. À chaque disque est attribué une note d'évaluation sur quatre étoiles, des détails sur son label, le numéro de catalogue, les musiciens figurant sur le disque, le mois et l'année de l'enregistrement ou l'intervalle de temps d'enregistrement entre les pistes. Plusieurs disques sont souvent examinés ensemble.
En raison de l'augmentation du nombre de CD sur le marché, les contraintes d'espace et la couverture accordée deviennent un problème. Sur la 7e édition par exemple, l'index était supprimé afin d'économiser de l'espace, mais il a été restauré dans la 8e édition avec certains articles supprimés ou raccourcis pour faire de la place.

## Éditions
| Édition | Titre | Année | ISBN                     |
| ------- | --- | ----- | ------------------------ |
| 1re     | The Penguin Guide to Jazz on CD, LP and Cassette: A Comprehensive, Critical Guide to Recorded Jazz - from Its Beginnings until the Present | 1992  | (ISBN 978-0-14-015364-4) |
| 2e      | The Penguin Guide to Jazz on CD, LP and Cassette: A Comprehensive, Critical Guide to Recorded Jazz - from Its Beginnings until the Present | 1994  | (ISBN 978-0-670-85816-3) |
| 3e      | The Penguin Guide to Jazz on CD: The Comprehensive, Critical Guide to Recorded Jazz - from Its Beginnings until the Present                | 1996  | (ISBN 978-0-14-051368-4) |
| 4e      | The Penguin Guide to Jazz on CD: The Comprehensive, Critical Guide to Recorded Jazz - from Its Beginnings until the Present                | 1998  | (ISBN 978-0-14-051383-7) |
| 5e      | The Penguin Guide to Jazz on CD | 2000  | (ISBN 978-0-14-051452-0) |
| 6e      | The Penguin Guide to Jazz on CD | 2002  | (ISBN 978-0-14-051521-3) |
| 7e      | The Penguin Guide to Jazz on CD | 2004  | (ISBN 978-0-14-101416-6) |
| 8e      | The Penguin Guide to Jazz Recordings | 2006  | (ISBN 978-0-14-102327-4) |
| 9e      | The Penguin Guide to Jazz Recordings | 2008  | (ISBN 978-0-14-103401-0) |
| 10e     | The Penguin Jazz Guide: The History of the Music in the 1000 Best Albums                                                                   | 2010  | (ISBN 978-0-14-104831-4) |